# Arctia nicaeensis
Arctia nicaeensis är en fjärilsart som beskrevs av Charles Oberthür 1911. Arctia nicaeensis ingår i släktet Arctia och familjen björnspinnare. Inga underarter finns listade i Catalogue of Life.